# Mikha'il Na'ima
Mikha'il Na'ima (pronunțat și Mikhail Naimy sau Mikha’il Nu‘ayme; arabă: ميخائيل نعيمة) (n.1889, într-o familie creștină, în Jabal Sannin în Libanul de astăzi, d. 1988) a fost un gânditor și scriitor libanez de primă mărime.

## Biografie
După terminarea studiilor secundare la scoala din Baskinta, a studiat la Institutul Pedagogic Rusesc din Nazareth, apoi la Seminarul Teologic din Poltava, Ucraina. A emigrat apoi în Statele Unite ale Americii unde a obținut diplome în drept și arte liberale de la Universitatea din Washington. După absolvire, s-a stabilit la New York, unde împreună cu  Khalil Gibran și alți opt scriitori a pus bazele mișcării de renaștere a literaturii arabe în Liga Condeielor din New York. În 1932, s-a reîntors la Baskinta, unde și-a petrecut tot restul vieții. A murit pe data de 1 martie 1988, în vârstă de 98 de ani.

## Opera
A scris 99 de cărți, ce includ piese de teatru, eseuri, poezie, critică, nuvele.
Din lucrările sale, de o factură romantică aparte, amintim:
- Sita - 1927 (الغربال)
- A fost odată - 1932 (كان يا ماكان)
- Gibran Khalil Gibran - 1938 (جبران خليل جبران)
- Merinde pentru Viața de Apoi - 1945 (زاد المعاد)
- Arii de treierat - 1946 (البيادر)
- Viță de vie pe drumul idolilor - 1948 (كرم على درب الأوثان)
- Glasul lumii - 1949 (صوت العالم)
- Lumină și decor - 1953  (النور والديجور)
- În bătaia vântului - 1957 (في مهب الريح)
- Dincolo de Moscova și de Washington - 1963 ( أبعد من موسكوواشنطن)
- Ultima zi - 1965 (اليوم الأخير)
- Note - 1972 (هوامش)
- Din inspirația lui Hristos - 1977 (من وحي المسيح)
- Șaptezeci de ani - 1977 (سبعون)
- Cartea lui Mirdad -o povestire divin inspirata

## Traduceri în limba română
- Mikhail Nu'ayme, Abu Batta, traducere din limba arabă de Ilie Bădicuț, în Cele mai ieftine nopți.Nuvele arabe, Editura Univers, 1971, .
- Mikhail Nu'ayme, Nunta de diamant, traducere din limba arabă de Christian Tămaș, în Convorbiri literare 94(1988)
- Mikhail Nu'ayme, Stearpă, traducere din limba arabă de Nicolae Dobrișan, în Antologia nuvelei arabe, Editura Minerva, 1980, vol.2.
- Mikhail Nu'ayme, Străfulgerări, traducere din limba arabă de George Grigore,în Luceafărul 36(289)- 1996.